# Albizia rufa
Albizia rufa är en ärtväxtart som beskrevs av George Bentham. Albizia rufa ingår i släktet Albizia och familjen ärtväxter. Inga underarter finns listade i Catalogue of Life.